# Truyện tranh
Truyện tranh hay mạn họa là một phương tiện được sử dụng để diễn đạt ý tưởng bằng hình ảnh, thường kết hợp với văn bản hoặc thông tin hình ảnh khác. Thông thường, nó có dạng một chuỗi các khung hình liên tiếp. Các yếu tố văn bản như ô bóng chữ, chú thích, và Từ tượng thanh có thể chỉ ra đối thoại, diễn đạt, hiệu ứng âm thanh hoặc thông tin khác. Không có sự đồng thuận trong số các nhà lý thuyết và nhà sử học về một định nghĩa của truyện tranh; một số nhấn mạnh sự kết hợp giữa hình ảnh và văn bản, một số nhấn mạnh sự tuần tự hoặc mối quan hệ hình ảnh khác, và một số nhấn mạnh các khía cạnh lịch sử như sao chép hàng loạt hoặc việc sử dụng nhân vật tái diễn. Việc vẽ tranh và các hình thức khác của hình ảnh là các phương tiện tạo hình phổ biến nhất trong truyện tranh; fumetti là một hình thức sử dụng hình ảnh nhiếp ảnh. Các dạng phổ biến bao gồm comic strip, truyện tranh chính trị và truyện tranh nghịch ngợm, và sách truyện tranh. Kể từ cuối thế kỷ 20, các tập sách bìa cứng như tiểu thuyết đồ họa, album truyện tranh và tankōbon ngày càng phổ biến, trong khi truyện tranh trực tuyến đã tăng trưởng mạnh trong thế kỷ 21.
Lịch sử truyện tranh đã đi theo những con đường khác nhau trong các nền văn hóa khác nhau. Học giả đã đặt ra một tiền sử từ xa trở lại như tranh tường Lascaux. Vào giữa thế kỷ 20, truyện tranh phát triển mạnh mẽ, đặc biệt là ở Hoa Kỳ, Tây Âu (đặc biệt là Pháp và Bỉ) và Nhật Bản. Lịch sử Truyện tranh Châu Âu thường được truy vết từ những dải tranh của Rodolphe Töpffer vào những năm 1830, và trở nên phổ biến sau thành công vào những năm 1930 của những dải tranh và sách như The Adventures of Tintin. Truyện tranh Hoa Kỳ trỗi dậy như một phương tiện truyền thông đại chúng vào đầu thế kỷ 20 với sự xuất hiện của dải tranh trên báo; sách truyện tranh comic books theo kiểu tạp chí xuất hiện vào những năm 1930, trong đó thể loại siêu anh hùng trở nên nổi bật sau khi Superman xuất hiện vào năm 1938. Lịch sử truyện tranh và hoạt hình Nhật Bản (manga) đề xuất nguồn gốc từ thế kỷ 12. Các dải tranh hiện đại xuất hiện ở Nhật Bản vào đầu thế kỷ 20, và sản lượng của các tạp chí và sách truyện tranh mở rộng nhanh chóng trong thời kỳ sau Chiến tranh thế giới II (1945-) với sự phổ biến của các họa sĩ truyện tranh như Osamu Tezuka. Truyện tranh đã có một sự danh tiếng thấp trong phần lớn lịch sử của họ, nhưng vào cuối thế kỷ 20, nó bắt đầu được chấp nhận nhiều hơn với công chúng và các nhà học giả.
Thuật ngữ tiếng Anh comics được sử dụng như một danh từ số ít khi nó ám chỉ đến chính phương tiện này (ví dụ: "Truyện tranh là một hình thức nghệ thuật trực quan."), nhưng trở thành số nhiều khi ám chỉ đến các tác phẩm tổng hợp (ví dụ: "Truyện tranh là tài liệu đọc phổ biến.").
Truyện tranh không chỉ dành cho giải trí, mà còn được sử dụng như một phương tiện giáo dục (ví dụ: truyện tranh y khoa, RadioComics).

## Thuật ngữ
Thuật ngữ "truyện tranh" được áp dụng cho phương tiện truyện tranh khi được sử dụng như một danh từ không đếm được, do đó nó được dùng số ít: "truyện tranh là một phương tiện" thay vì "truyện tranh là một phương tiện". Khi từ "truyện tranh" xuất hiện dưới dạng danh từ đếm được, nó chỉ đến các trường hợp của phương tiện truyện tranh, chẳng hạn như các dải truyện tranh riêng lẻ hoặc sách truyện tranh: "Những truyện tranh của Tom nằm trong tầng hầm."
Các bức tranh là những hình ảnh riêng lẻ chứa một phân đoạn hành động, thường được bao quanh bởi một viền. Các khoảnh khắc quan trọng trong một câu chuyện được chia thành các bức tranh thông qua quá trình đóng gói. Người đọc ghép các mảnh vụn lại thông qua quá trình đóng lại bằng cách sử dụng kiến thức cơ bản và hiểu biết về mối quan hệ giữa các bức tranh để tưởng tượng sự kiện diễn ra. Kích thước, hình dạng và bố trí của các bức tranh ảnh hưởng đến thời gian và nhịp độ của câu chuyện. Nội dung của một bức tranh có thể không đồng bộ, trong đó các sự kiện được miêu tả trong cùng một hình ảnh không nhất thiết xảy ra cùng một thời điểm.

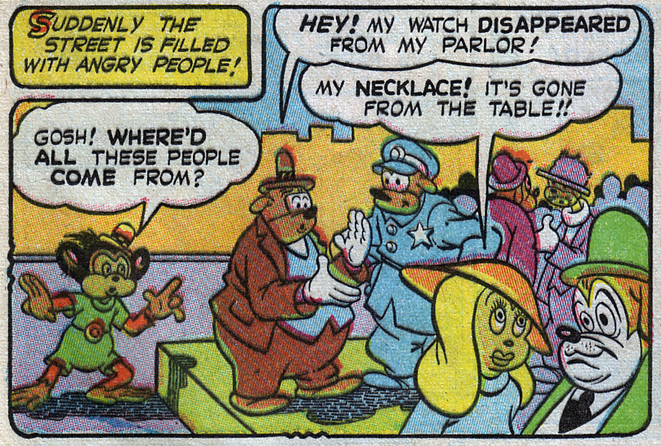
Một dòng chữ (hộp màu vàng) cho phép người kể có giọng nói. Các đoạn hội thoại của các nhân vật xuất hiện trong các bong nói. Đuôi của bong nói chỉ người nói.

Văn bản thường được tích hợp vào truyện tranh thông qua các bong nói, phụ đề và hiệu ứng âm thanh. Bong nói chỉ định đoạn hội thoại (hoặc suy nghĩ, trong trường hợp của bong suy nghĩ), với đuôi chỉ người nói tương ứng. Phụ đề có thể mang giọng của người kể chuyện, truyền đạt hội thoại hoặc suy nghĩ của nhân vật, hoặc chỉ địa điểm hoặc thời gian. Chính bong nói đã trở thành biểu tượng mạnh liên quan đến truyện tranh, đến mức chỉ cần thêm một bong nói vào hình ảnh đã đủ để biến nó thành truyện tranh. Hiệu ứng âm thanh mô phỏng các âm thanh không phải tiếng nói bằng cách sử dụng từ ngữ tượng thanh.
Cartooning thường được sử dụng rộng rãi trong việc tạo ra truyện tranh, truyền thống sử dụng mực (đặc biệt là mực Ấn Độ) với bút mực hoặc bút lông; các công nghệ trộn và công nghệ kỹ thuật số đã trở nên phổ biến. Các kỹ thuật vẽ như các "đường chạy" và các biểu tượng trừu tượng thường được sử dụng.
Mặc dù truyện tranh thường là tác phẩm của một người sáng tạo, công việc tạo ra chúng thường được chia thành nhiều chuyên gia. Có thể có các nhà văn và nghệ sĩ riêng biệt, và nghệ sĩ có thể chuyên môn hóa vào các phần của tác phẩm nghệ thuật như nhân vật hoặc phông nền, như phổ biến ở Nhật Bản. Đặc biệt trong sách truyện siêu anh hùng Mỹ, nghệ thuật có thể được chia thành người vẽ bút chì, người hoàn thiện nghệ thuật bằng mực, người làm màu; và người chèn chữ, người thêm bong nói và phụ đề.

### Nguyên gốc từ
Thuật ngữ tiếng Anh "comics" bắt nguồn từ công việc mang tính hài hước (hoặc "comic") chiếm ưu thế trong các dải truyện tranh báo Mỹ đầu tiên, nhưng việc sử dụng thuật ngữ này đã trở thành tiêu chuẩn cho các tác phẩm không hài hước cũng. Cách viết thay thế "comix" - được tạo ra bởi phong trào comix ngầm - đôi khi được sử dụng để giải quyết các trường hợp không rõ ràng như vậy. Thuật ngữ "comic book" có một lịch sử phức tạp tương tự vì chúng thường không hài hước và là các tạp chí, không phải là sách thông thường. Trong tiếng Anh, việc đề cập đến truyện tranh của các nền văn hóa khác nhau thông qua thuật ngữ được sử dụng trong ngôn ngữ của họ là phổ biến, chẳng hạn như manga cho truyện tranh Nhật Bản, hoặc bandes dessinées cho truyện tranh tiếng Pháp Franco-Belgian comics.
Nhiều nền văn hóa đã mượn từ tiếng Anh để chỉ truyện tranh, bao gồm tiếng Nga (комикс, komiks) và tiếng Đức (Comic). Tương tự, thuật ngữ tiếng Trung manhua và tiếng Hàn manhwa bắt nguồn từ các ký tự Trung Quốc mà thuật ngữ tiếng Nhật manga được viết bằng.

## Nguồn gốc và truyền thống

Ví dụ về truyện tranh sớm
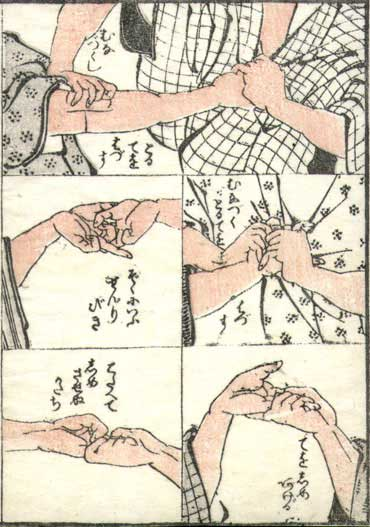
Truyện tranh Manga Hokusai, đầu thế kỷ 19
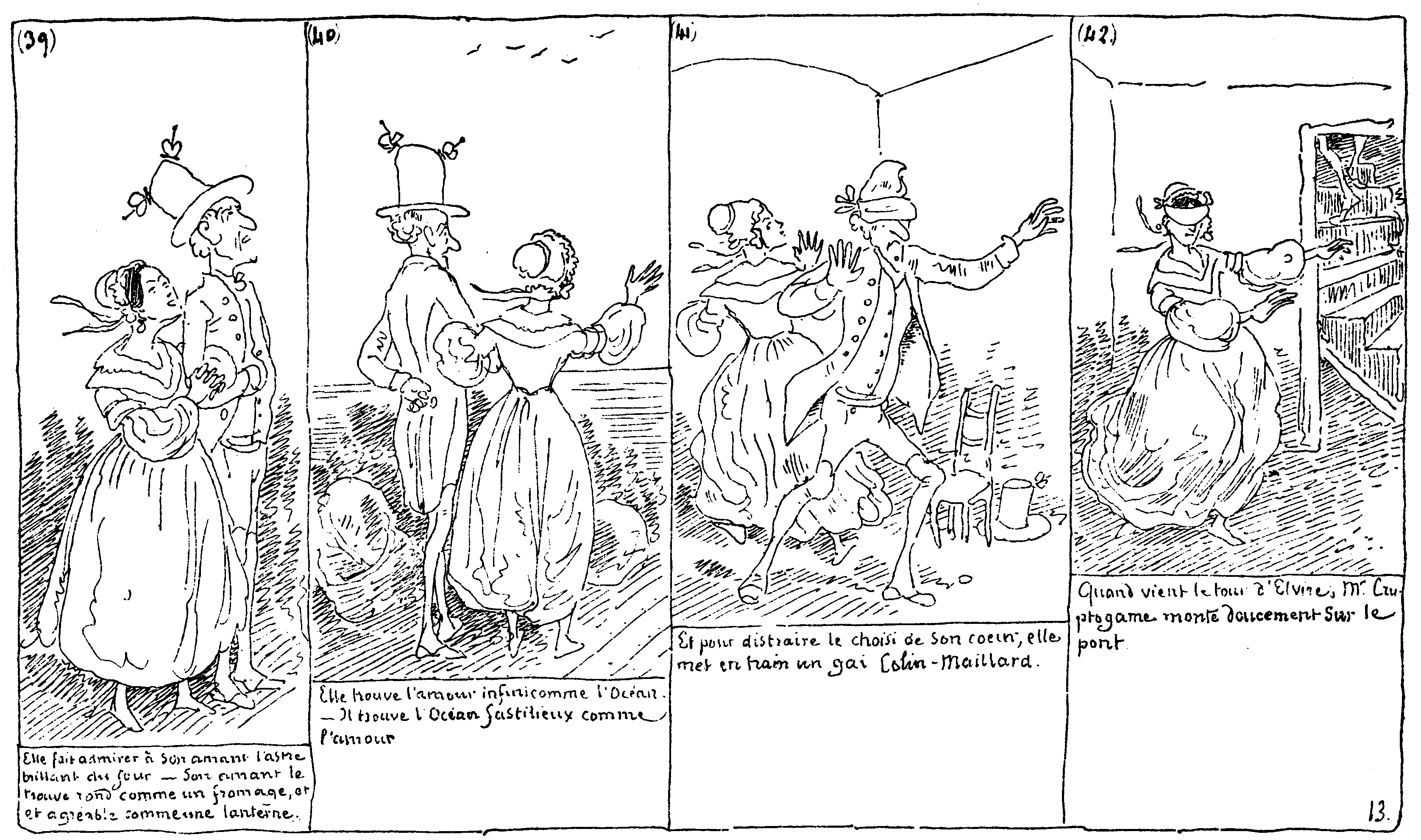
Histoire de Monsieur Cryptogame Rodolphe Töpffer, 1830
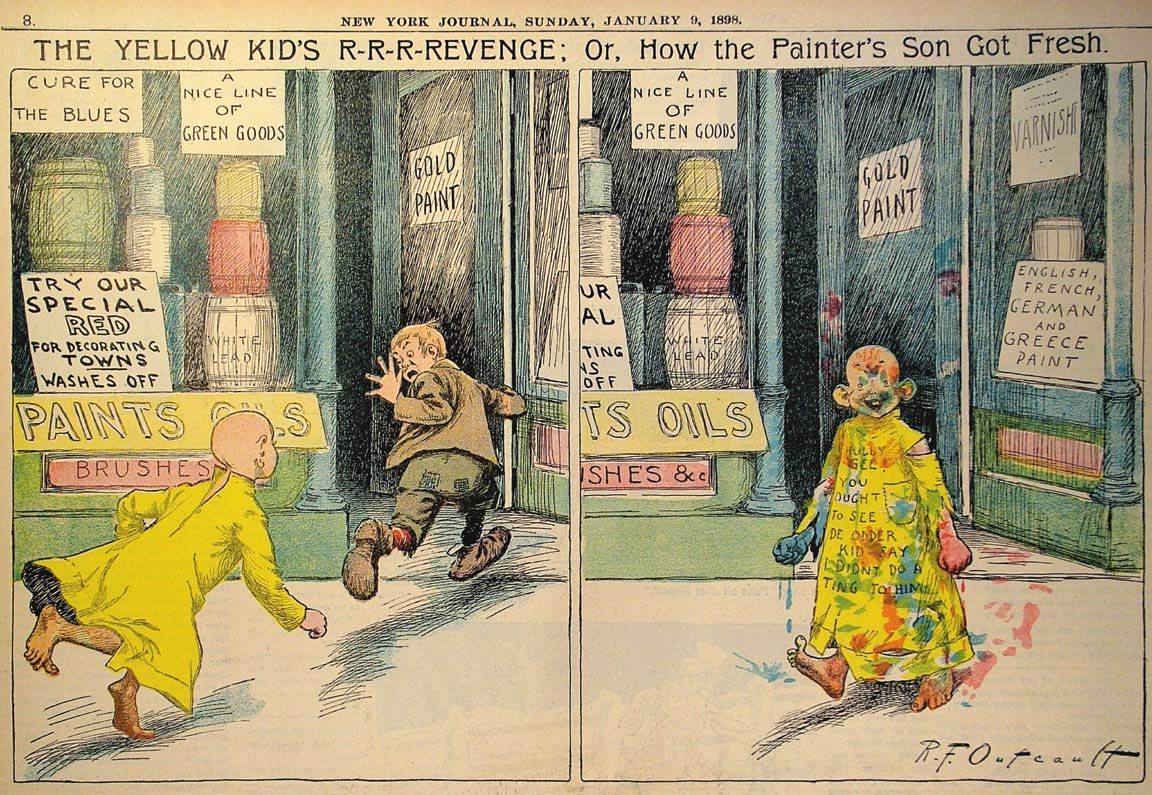
The Yellow Kid R. F. Outcault, 1898

### Truyện tranh tiếng Anh

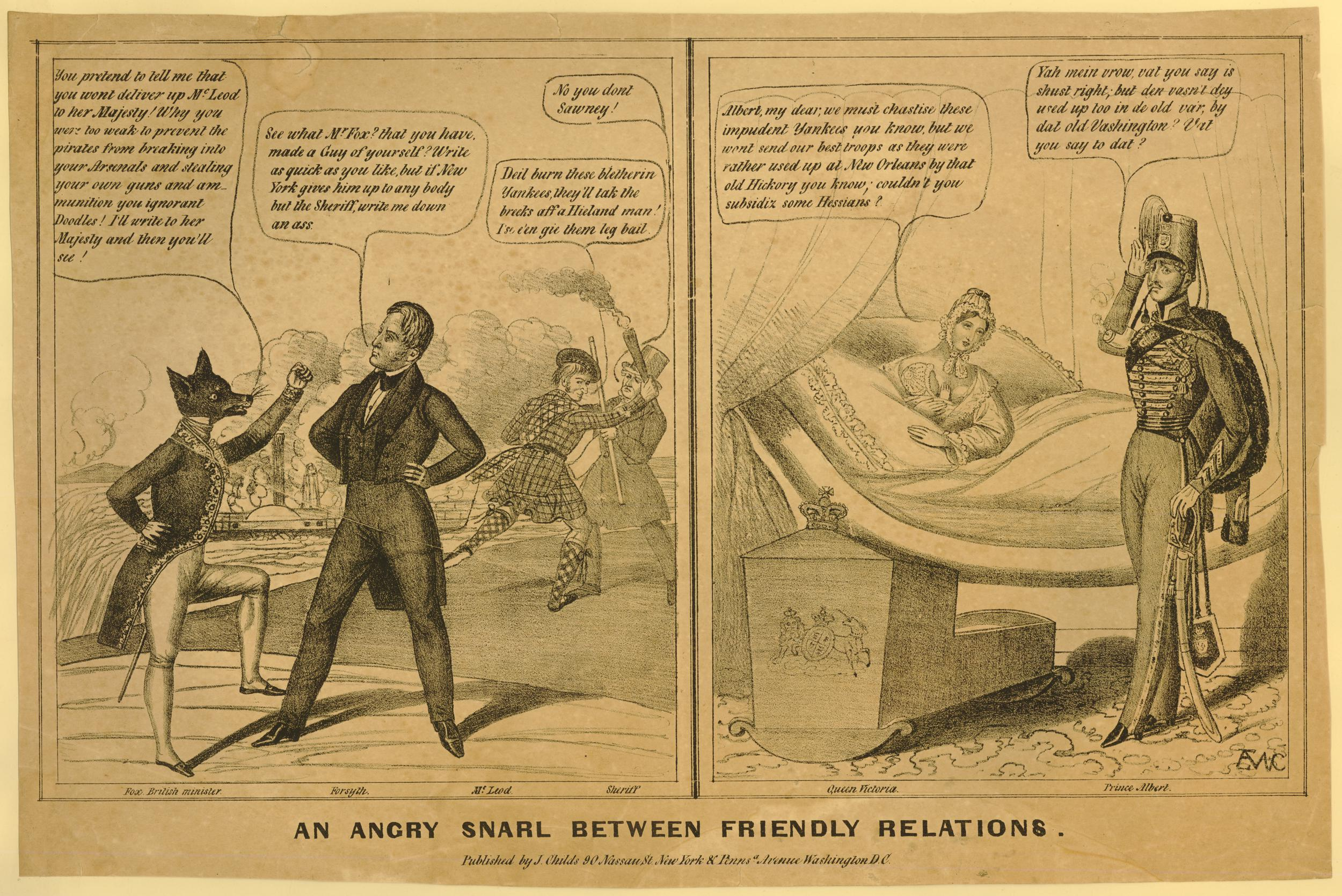
"An angry snarl between friendly relations" - Bức in châm biếm về chính trị xung quanh Vụ Caroline (1840-1841)

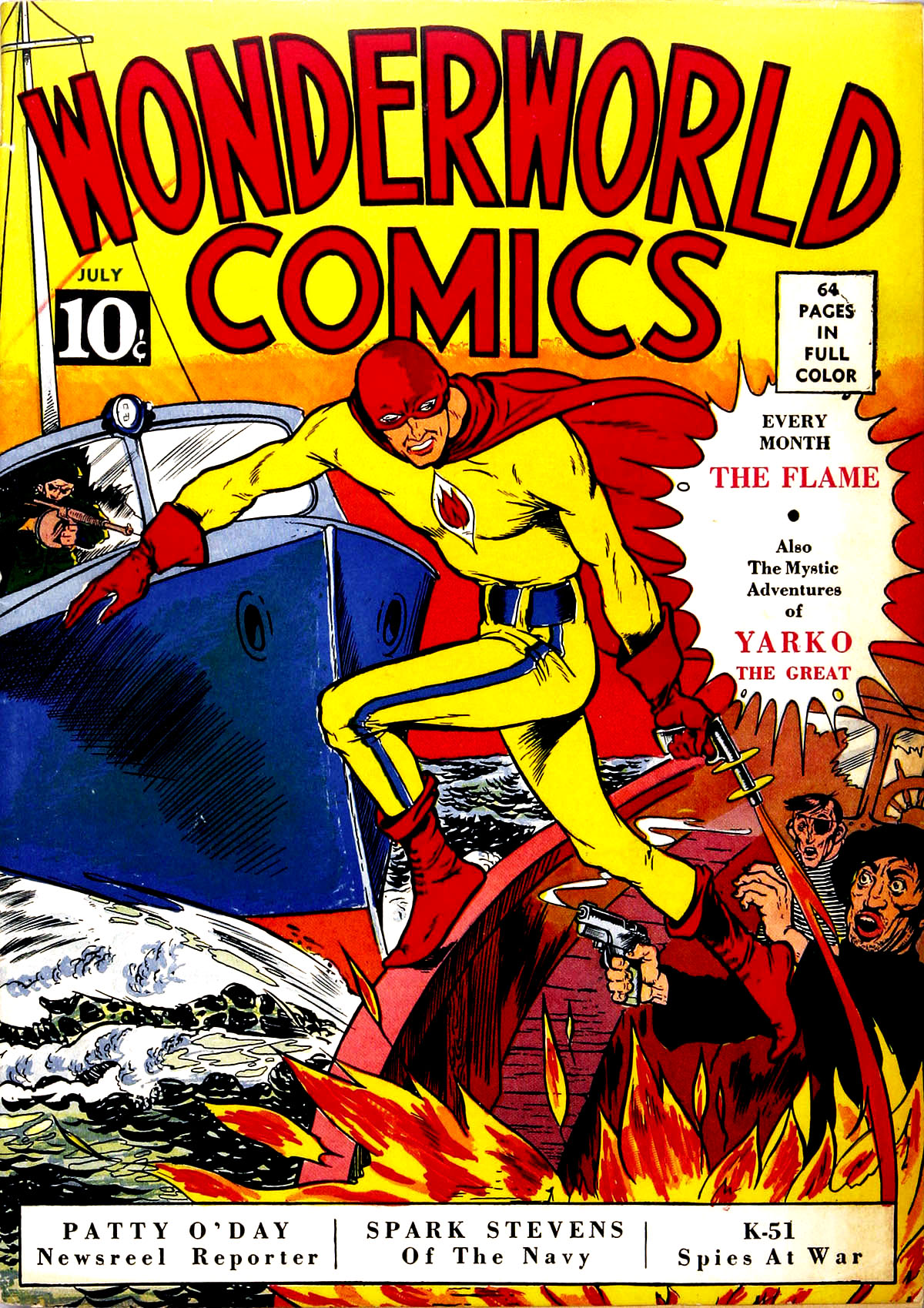
Siêu anh hùng đã trở thành một phần không thể thiếu của truyện tranh Mỹ, đọc truyện tranh (Wonderworld Comics 3, 1939; bìa: The Flame của Will Eisner).

### Truyện tranh Nhật Bản

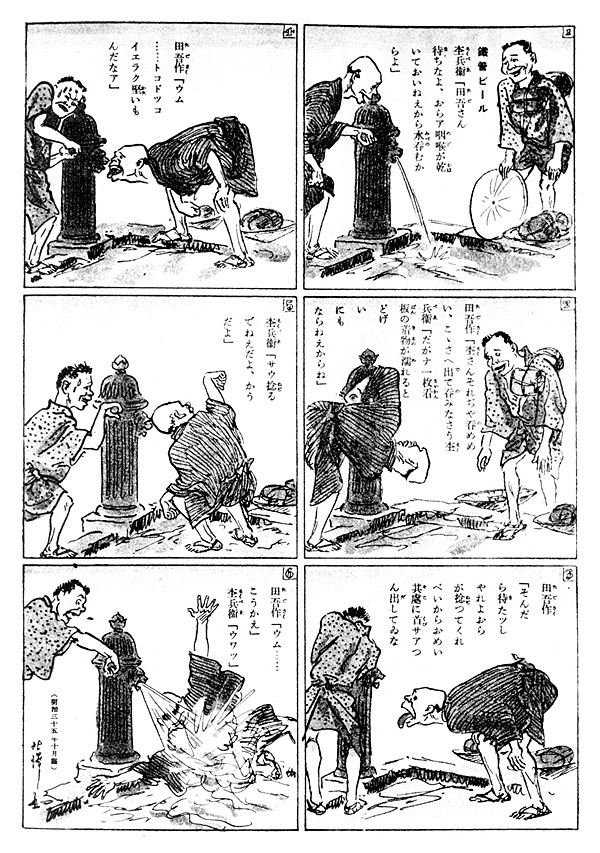
Rakuten Kitazawa đã tạo ra dòng truyện tranh Nhật Bản hiện đại đầu tiên. (Tagosaku to Mokube no Tōkyō Kenbutsu, 1902)